# Économie de l'Île-de-France
Paris et sa région l'Île-de-France sont un des principaux centres d'impulsion de l'économie mondiale,. En 2012 le PIB de cette région, calculé par Insee, était de 612 milliards d'euros soit 847 milliards de dollars. Ainsi la région parisienne est la plus importante région européenne par son PIB.
Bien que sa population n'en fasse que la 20e métropole mondiale, le PIB de l'Île-de-France est le sixième des grandes métropoles du monde après l'aire métropolitaine de Tokyo, le Grand New York, Los Angeles, Séoul, et Londres.
Avec plus de 6 millions d'emplois, dont près de 88 % dans le tertiaire, l'Île-de-France se caractérise par sa place prépondérante dans l'économie nationale et par l'importance du secteur tertiaire. De nombreux groupes nationaux ou internationaux ont leur siège en Île-de-France et la région représente 29 % de la valeur ajoutée brute du pays (en 2002). Bien que réalisant 83 % de sa valeur ajoutée dans les services, l'économie francilienne reste extrêmement diversifiée par rapport aux autres villes de sa taille. Bien que la région ait subi une forte désindustrialisation, elle reste la première région industrielle française. L'agriculture, qui occupe 45 % du territoire régional (48 % hors Paris), dont les 2/3 sont consacrés aux céréales, est l'une des plus productives de France. L'Île-de-France est aussi une destination touristique de premier plan.

## L'économie francilienne, une comparaison internationale
L'Île-de-France représente environ 31 % du PIB français (2012), alors que sa population ne représente qu'à peine 18,7 % de la population française (recensement 2004). En 2002, Eurostat évaluait le PIB francilien à 4,5 % du PIB total de l'Union européenne (à 25 membres), alors que la région comporte moins de 2,45 % du total de la population de l'UE à 25. En Europe, la seule métropole qui puisse se comparer à Paris est Londres. À titre de comparaison, Eurostat évaluait le PIB total du Grand Londres en 2002 à 264 milliards d'euros. La région métropolitaine londonienne est toutefois un peu plus large que le grand Londres ce qui fausse un peu la comparaison (et les chiffres que l'on peut composer à l'occasion donnent les deux métropoles au coude-à-coude). Les PIB de ces deux régions métropolitaines dépassent largement ceux de toutes les autres métropoles européennes, que ce soit la Randstad Holland, les conurbations Rhin-Ruhr ou Rhin-Main, Bruxelles ou Berlin.

## L'économie francilienne par grands secteurs d'activité
L'économie francilienne est particulièrement diversifiée, à la différence de Londres (marchés financiers) ou de Los Angeles (industrie du cinéma et divertissement). L'industrie du tourisme, par exemple (Paris est la première destination mondiale) emploie à peine 3,6 % des franciliens en 1999: sur de nombreux domaines, Paris est le premier ou l'un des tout  premiers centres mondiaux sans être totalement dépendant d'aucun. D'ailleurs, si l'économie francilienne est essentiellement une économie de services, sa base industrielle demeure très importante. L'Île-de-France est toujours l'un des principaux centres de production européen, qui a su préserver sa compétitivité en augmentant toujours plus la part de la recherche dans son activité industrielle. Il n'en demeure pas moins que l'Île-de-France est aujourd'hui surtout une région de services de très haut de gamme, en particulier à destination des entreprises.

### Répartition de l'emploi et la valeur ajoutée par grands secteurs d'activité
| Secteur        | emplois   | %      |
| Agriculture    | 18 548    | 0,3 %  |
| Industrie      | 847 802   | 15,9 % |
| dont BTP       | 245 374   | 4,6 %  |
| Services       | 4 476 415 | 83,8 % |
| dont Commerces | 695 785   | 13,0 % |

| Secteur                                     | Millions d'euros | %      |
| Agriculture                                 | 750              | 0,2 %  |
| Industrie                                   | 67 250           | 17,0 % |
| Biens de consommation                       | 15 289           | 3,9 %  |
| Construction                                | 12 678           | 3,2 %  |
| Biens d’équipement                          | 11 216           | 2,8 %  |
| Biens intermédiaires                        | 9 469            | 2,4 %  |
| Énergie                                     | 7 887            | 2,0 %  |
| Automobile                                  | 6 434            | 1,6 %  |
| Agro-alimentaire                            | 4 377            | 1,1 %  |
| Services                                    | 328 225          | 82,8 % |
| Services aux entreprises                    | 100 686          | 25,4 % |
| Finance et immobilier                       | 74 775           | 18,9 % |
| Éducation, santé, administration            | 63 971           | 16,1 % |
| Commerce                                    | 34 996           | 8,8 %  |
| Services aux particuliers                   | 31 842           | 8,1 %  |
| Transports (routier, ferroviaire et aérien) | 21 855           | 5,5 %  |

### Industrie
L'industrie emploie 650 000 personnes en Île-de-France, ce qui en fait la première région industrielle française devant Rhône-Alpes. Mais c'est en même temps, avec seulement 14 % des emplois dans l'industrie, l'une des régions les moins industrialisées de France (après Provence-Alpes-Côte d'Azur, Languedoc-Roussillon et Corse) et une région qui s'est fortement désindustrialisée depuis une vingtaine d'années.
- Aéronautique, espace et industries de défense

Le secteur de l'aérospatial et des industries de défense emploie 72 000 salariés en Île-de-France (dont 36 000 emplois directs). Plusieurs sociétés d'importance européenne y sont présentes, notamment Airbus, Thales, Dassault Aviation, Dassault Systèmes, Safran Aircraft Engines, ESA, Arianespace, etc. avec des sites de production, des centres de recherche, des sièges sociaux…
- Automobile

Le secteur de l'automobile en Île-de-France emploie 156 000 salariés (dont 60 000 emplois directs et le solde en sous-traitance). Les deux constructeurs nationaux sont présents et exploitent trois usines de production parmi les plus importantes (Renault à Flins-sur-Seine, Stellantis à Poissy et Carrières-sous-Poissy) et plusieurs centres de recherche, dont le technocentre Renault de Guyancourt et le centre Stellantis de Vélizy). La plupart des équipementiers y sont également implantés, notamment (Delphi, Valeo, Faurecia, Johnson Controls Automotive Electronics, Bosch Braking System, Lear Corporation, etc.) Le secteur de la recherche en automobile emploie 17 500 personnes, dont 6 600 chercheurs, en Île-de-France, soit 75 % du potentiel du secteur en France.
- Énergie

Depuis la 'découverte' de la radioactivité à Paris, le nucléaire est un des secteurs où la recherche et l'industrie francilienne sont en pointe. Le groupe Orano y a son siège social.
TotalEnergies, un autre leader mondial de l'exploitation d'énergie (non renouvelables) a également son siège mondial en Île-de-France ainsi que de nombreux laboratoires de recherche.
EDF est également très fortement implanté en Île-de-France. Engie a son siège social à La Défense.
- Nouvelles technologies

- Sante, médecine et Bio-Tech

- Pour en savoir plus

### Services
Les 'services' constituent la majeure partie de l'emploi francilien. Au 31 décembre 2004, l'Insee recense 3 800 000 personnes travaillant dans les services (71 % de l'emploi régional) auxquelles il faut ajouter 700 000 personnes travaillant dans les commerces (13 % de l'emploi régional).
- Services collectifs

Au quotidien, ce sont près de 1,5 million de personnes qui travaillent dans l'administration, l'action sociale ou l'éducation.
De grands groupes de services collectifs (électricité, téléphonie, eau, etc.) à capitaux publics ou privés ont leur siège à Paris (EDF, Veolia, Orange).
- Services aux entreprises

Les activités de conseil sont en très fort développement et la région parisienne compte environ 500 000 emplois dans ce domaine. Les principales entreprises mondiales sont présentes à Paris, y ayant implanté leur siège européen ou un bureau.
Les activités financières (270 000 emplois), connaissent actuellement une réorganisation très rapide. L'Île-de-France accueille le siège de grandes Banques mondiales (BNP Paribas, Société générale, Crédit agricole) et le siège d'Euronext. La Bourse de Paris, par sa proximité avec plus de 400 banques et institutions est considérée comme étant la 4e Bourse mondiale derrière Tokyo, New York et Londres. De plus Paris accueille les bureaux de grandes banques comme Lazard ou Goldman Sachs.
- Services aux particuliers

### Agriculture
L'agriculture couvre plus de 50 % du territoire régional, mais elle n'occupe que 7 600 agriculteurs (0,5 % de la population active). La Seine-et-Marne est de loin le département le plus agricole : il consacre à l'agriculture 58 % de son territoire d'où provient 57 % de la production de blé régionale.
La proximité d'un marché de 11 millions de consommateurs, la fertilité des sols, la technicité agricole, la mécanisation des exploitations, le développement de la qualité, font que l'Île-de-France est une grande région agricole.
La production agricole régionale couvre globalement plus de 20 % des besoins du marché francilien, ce qui est très important. Outre les grandes cultures, une caractéristique régionale est la permanence des productions spécialisées péri-urbaines (plantes en pot, plantes à massifs, roses coupées, plantes de pépinières, légumes et frais), bien que celles-ci aient tendance à régresser sous la pression de l'urbanisation, mais l'Île-de-France reste une des premières régions horticoles de France. Les céréales et pois, parmi les meilleurs rendements du pays, constituent, avec la betterave sucrière, l'essentiel de la production. Les cultures maraîchères ou horticoles occupent 40 % de la population active agricole. La production animale ne représente que 8 % de la valeur de la production agricole francilienne.
La surface consacrée à l'agriculture bio a augmenté de 25% en 2019,.
L'industrie agro-alimentaire place l'Île-de-France au premier rang des régions françaises pour son chiffre d'affaires (127 000 MF) et sa valeur ajoutée (23 %). Elle compte 545 entreprises productrices (Coca-Cola, LU, Panzani, etc.).
Il existe 7 viticulteurs bio dans la région.

## Géographie de l'emploi francilien
- Pôles économiques
  - pôle central: Paris
  - pôles scientifiques et techniques régionaux d'échelle mondiale : La Défense - Plateau de Saclay - Roissy - La Plaine Saint-Denis
  - autres pôles scientifiques et techniques régionaux majeurs : Marché de Rungis - Évry - Marne-la-Vallée

- Organisation régionale
  - voir les Pôles de compétitivité
  - voir les articles sur l'Agglomération parisienne et le Bassin parisien
  - voir le cadre régional du SDRIF

### Répartition des emplois par département
Chiffres estimés au 31 décembre 2001.
| Département           | Superficie en km² | Population | Nombre d'emplois | Emplois par hectare |
| --------------------- | ----------------- | ---------- | ---------------- | ------------------- |
| Paris                 | 105               | 2 225 200  | 1 686 000        | 161                 |
| Seine-et-Marne (2)    | 5 915             | 1 193 800  | 435 000          | 1                   |
| Yvelines (2)          | 2 285             | 1 354 300  | 546 000          | 2                   |
| Essonne (2)           | 1 804             | 1 134 200  | 438 000          | 2                   |
| Hauts-de-Seine (1)    | 176               | 1 428 900  | 865 000          | 49                  |
| Seine-Saint-Denis (1) | 236               | 1 382 900  | 534 000          | 23                  |
| Val-de-Marne (1)      | 245               | 1 227 300  | 513 000          | 21                  |
| Val-d'Oise (2)        | 1 246             | 1 105 500  | 419 000          | 3                   |
| (1) Petite couronne   | 657               | 4 039 000  | 1 912 000        | 29                  |
| (2) Grande couronne   | 11 250            | 4 787 800  | 1 838 000        | 2                   |
| Île-de-France         | 12 012            | 11 552 000 | 5 436 000        | 5                   |